# Porajmos
Porajmos (rom. [pʰoɽai̯ˈmos] 'uništenje') termin je kojim Romi označavaju genocid koji su nad njima provodili nacisti i njihovi koloboracionisti tijekom Drugoga svjetskog rata. Procjene broja pobijenih Roma u izrazito masovnom stradanju kreću se između 500 000 i 1 500 000 poginulih.
Koristi se također i termin Samudaripen, koji znači 'masovno ubijanje'.
Na dan 2. kolovoza obilježava se dan Samudaripena u sjećanje na masovno ubojstvo 2897 Roma toga dana 1944. godine u Koncentracijskome logoru Auschwitz.
U Hrvatskoj, gdje je najviše ubijenih bilo u Koncentracijskome logoru Jasenovac, teško je utvrditi točan broj stradalih u porajmosu. Poimenični popis koji vodi Javna ustanova Spomen područje Jasenovac sadrži podatke o 16 173 Roma za koje se smatra da su pobijeni u Jasenovcu.

## Početci progona
Broj Roma i Sinta u Njemačkoj je u vrijeme dolaska nacista na vlast bio relativno malen – oko 25 000 – pa je privlačio tek sporadičnu pažnju vlasti, koje su povremeno pribjegavale strogim mjerama da se ograniči kretanje karavana osoba bez stalnog prebivališta. 
Izmjenom Nirnberških zakona od 26. studenog 1935. zabrane koje su se odnosile na Židove proširene su i na Rome, te su time zabranjeni brakovi i spolno općenje između arijac i Roma, kojima je ujedno oduzet status državljana Njemačke.
Godine 1939. u sastavu državne policije osnovana je Reichszentrale zur Bekampfung des Zigeunerungwesens, također sa zadaćom da onemogući kretanje karavana.
Heinrich Himmler 27. travnja 1940. godine naređuje prvo preseljenje 2.500 Roma iz Njemačke, na područje okupirane Poljske. Rome je pritom trebalo označiti slovom (Z) (njem. Zigeuner, 'Ciganin') a ako su vidjelo da su bili miješane krvi (ZM+) za one koje se prepoznavalo da su pretežno Romske krvi, a (ZM-) ako se pretpostavljalo da kod njih prevladava "arijsko" podrijetlo. Oni kod kojih se nije prepoznavalo koje porijeklo prevladava, trebalo je označiti oznakom (ZM). 
Adolf Eichmann je naredio da se dio Roma iz Austrije deportira u geto koji se za njih imao u rediti u Łódźu u Poljskoj. Onamo ih je 5. studenog 1941. godine stiglo oko 1000. Poslije je taj broj narastao na oko 5000; 1943. godine će svi oni biti premješteni u Sabirni logor Auschwitz.
Hans Frank, koji je vodio nacističku upravu Poljske (onog dijela koji nije bio pripojen Njemačkoj), tražio je da se u Poljsku ne šalje više Roma, nego da se njihovo "pitanje" riješi na drugačiji način.

## Slanje u sabirne logore i masovna ubijanja u zemljama na istoku Europe
Himmler je 16. prosinca 1942. izdao naredbu da se svi Romi (bili su izuzeti oni koji su bili zaposleni na poslovima koji su pomagali ratnom naporu) iz Reicha deportiraju u Auschwitz, oni su onamo počeli biti dovođeni počev od 26. veljače 1943. godine. Ispočetka, za razliku od Židova, njihove obitelji nisu bile razdjeljivane, a nisu niti bili šišani do gola. Kod dolaska u logor našivan im je na odjeću smeđi trokut s vrhom okrenutim nadolje. Jedan red logorskih baraka sagrađenih neposredno pred dolazak Roma nazvan je Zigeunerlager. Taj je dio logora imao kapacitet za oko 10.000 zatočenika, te je bio zabranjen kontakt između njih i drugih zatočenika u logoru. Kasnije je u Auschwitz dopremljeno i više Roma – njih oko 23 000, od kojih je oko 19 000 naposljetku ubijeno u plinskim komorama.  Dio muškaraca Roma je odatle poslan u rad na kamenolom u logoru Mauthausen.
Od ožujka 1943. godine dr. Josef Mengele na blizancima - najviše među djecom u Zigeunerlageru - započinje razne medicinske pokuse. Tipično su djeca namjerno bila izlagana zaraznim bolestima. Pred smrt zbog eksperimenta, ubijani su injekcijama fenola, što je olakšavalo provođenje obdukcije. 
Dio Roma iz Francuske deportiran je u Dachau i neke druge sabirne logore na području Njemačke. Na područjima bivšeg Sovjetskog Saveza i nekih drugih zemalja na istoku Europe, njemačke Einsatzgruppen (mobilne postrojbe za ubijanja) su išle od sela do sela i vršile pokolje Roma.

## Porajmos u Hrvatskoj
Vlasti Nezavisne Države Hrvatske su ubrzo nakon proglašenja nezavisnosti 10. travnja 1941. god. donijeli po uzoru na tadašnje njemačke rasne zakone Zakonsku odredbu o rasnoj pripadnosti, Zakonsku odredbu o zaštiti arijske krvi i časti hrvatskoga naroda od 30. travnja 1941. godine, te Naredba o ustrojstvu djelokruga rada rasnopolitičkog povjerenstva od 4. lipnja 1941. godine. Romima i Židovima, kao pripadnicima "ne-arijevskih naroda" oduzeta su tim propisima građanska prava.
Smatra se da je u NDH ubijeno oko 26 000 Roma, od toga – prema nekim procjenama – između 7 i 15 tisuća u Sabirnom logoru Jasenovac. Na području BiH se muslimanska zajednica bila zauzela za svoje pripadnike koji su bili Romi, pa su oni uglavnom spašeni.
Najvećim stratištem Roma u NDH smatra se Uštica, kod Jasenovca. Tzv. Ciganski logor, koji je bilo dio Koncentracijskog logora Jasenovac, djelovao je od 1942. do 1945., a u njega su bile dovođene čitave romske obitelji. Tijekom ljeta 1942. god. svakodnevno su iz tog logora Romi prebacivani u obližnju Donju Gradinu i ondje ubijani; dio Roma ubijen je i u samoj Uštici. Na tom mjestu u spomen ubijenima danas se nalazi Romski Memorijalni centar Uštica.
Makar popisi stanovništva i drugi službeni podatci iz doba Kraljevine Jugoslavije ne omogućuju utvrđivanje točnog broja Roma koji su II. svjetski rat dočekali na području NDH, na osnovi neizravnih indikacija Mark Biondich procjenjuje da ih je bilo približno 31 000; druge procjene uglavnom kreću od 27 000 do 28 000 Roma. Prvi poslijeratni popis iz 1948. otkrio je svega 405 Roma u Hrvatskoj i 422 u BiH, tako da je njihovo istrebljenje bilo gotovo totalno. Na području BiH je stanoviti broj Roma koji su bili muslimanske vjeroispovijedi i koji nisu bili nomadi, izbjegao pokolj – ali su se nakon rata deklarirali kao Muslimani.  Prema Enciklopediji holokausta Sveučilišta Columbia iz 2000. na području bivše Jugoslavije prije Drugoga svjetskog rata živjelo je oko 100 000 Roma, od čega je ubijeno njih između 26 000 i 90 000.
Franjo Tuđman u svojoj knjizi Velike ideje i mali narodi piše: Povijesna je činjenica da je ustaški režim NDH, u provedbi svojih planova o smanjenju ‘neprijateljskog srpsko-pravoslavnog pučanstva u hrvatskim zemljama’ izvršio velik genocidni zločin nad Srbima, a razmjerno još veći nad Romima i Židovima, u provedbi nacističke rasne politike.
Njemački povjesničar Alexander Korb iznosi da, za razliku od holokausta nad Židovima koji je u NDH provođen na zahtjev nacističke Njemačke, takva zahtjeva Njemačke za provođenje porajmosa u NDH nije bilo. Ustaške vlasti su se na istrebljivanje Roma samostalno odlučile, makar po uzoru na Njemačku.

## Ekscesi druge strane prema Romima tijekom Drugog svjetskog rata
2017. godine su na Igu kod Ljubljane vlasti Republike Slovenije izvršile ekshumaciju tijela 53 Roma oba spola i svih uzrasta, koje su 1942. godine bili žrtve preventivne likvidacije koju su strijeljanjem izvršili partizani bojeći se da bi Romi mogli talijanskim okupatorima otkriti mjesta gdje se partizani kriju.

## Vanjske poveznice
- PORAJMOS – ZABORAVLJENI HOLOKAUST, kod Romi.hr
- (engl.)PORAJMOS: THE ROMA GENOCIDE, Yahad-In Unum (Francuska)  Arhivirana inačica izvorne stranice od 5. lipnja 2019. (Wayback Machine)
- (engl.)Porajmos - The Forgotten Roma Holocaust, Pavee Point, Traveller and Roma Centre, Dublin
- Stradanje Roma u Slavoniji za vrijeme Drugog svjetskog rata, 1941. – 1945., Danijel Vojak, Scrinia Slavonica 19 (2019), 217-239
- Romski memorijalni centar Uštica, pristupljeno 27. siječnja 2021.